# Chrysocercops thapai
Chrysocercops thapai là một loài bướm đêm thuộc họ Gracillariidae. Nó được tìm thấy ở Malaysia và Nepal.
Sải cánh con bướm dài từ 5,7 đến 7 cm.
Ấu trùng ăn Shorea robusta. Chúng ăn lá nơi chúng làm tổ.